# Akkerwinde
De akkerwinde (Convolvulus arvensis) is een plant uit de windefamilie (Convolvulaceae). Hij komt voor op grazige plekken, bouwland, langs wegen en in de duinen. De stengels winden zich tegen de wijzers van de klok in om dingen heen.
De bloem is geheel roze of wit, of met meer of minder duidelijke roze of witte strepen, en heeft aan de buitenkant soms donkerder strepen. De bloemen hebben een doorsnede van 1,5 tot 3 cm. Er zijn vijf kelkbladen met ronde tanden. De bloemen hebben een aangename geur. Eén tot drie bloemen bloeien aan een lange steel met halverwege twee schutblaadjes. De bloeitijd is van juni tot september.
De akkerwinde heeft een onbehaarde doosvrucht.
De bladeren zijn eirond tot langwerpig en hebben uitstaande slippen aan de voet.